# Willa Gryf w Gdyni
Willa Gryf w Gdyni – zabytkowa willa w Gdyni. Mieści się w Orłowie przy ul. Przemysława 6.
Pensjonat "Gryf" w Orłowie należał do Jana Betlejewskiego, został wybudowany ok. 1930 r. według projektu Maksymiliana Zuske-Zdzierza. Od 1983 widnieje w rejestrze zabytków.